# Полюдов, Николай Степанович
Николай Степанович Полюдов (4 декабря 1907, Уфа — 23 октября 1984) — советский архитектор. Лауреат Сталинской премии (1951), почётный строитель РСФСР (1956).

## Биография
Николай Полюдов родился в Уфе 4 декабря 1907 года. В 1931 году окончил Институт инженеров коммунального строительства. В 1935 году вступил в Союз архитекторов СССР. В 1935—1937 годах занимался преподавательской деятельностью. С 1939 года — и. о. старшего научного сотрудника и старший научный сотрудник ЦНИИЭП курортных зданий. В 1953 году вступил в КПСС.
Жил в Москве по адресу: Фрунзенская набережная, дом 24/1. Умер 23 октября 1984 года. Похоронен на Кунцевском кладбище Москвы.

## Постройки

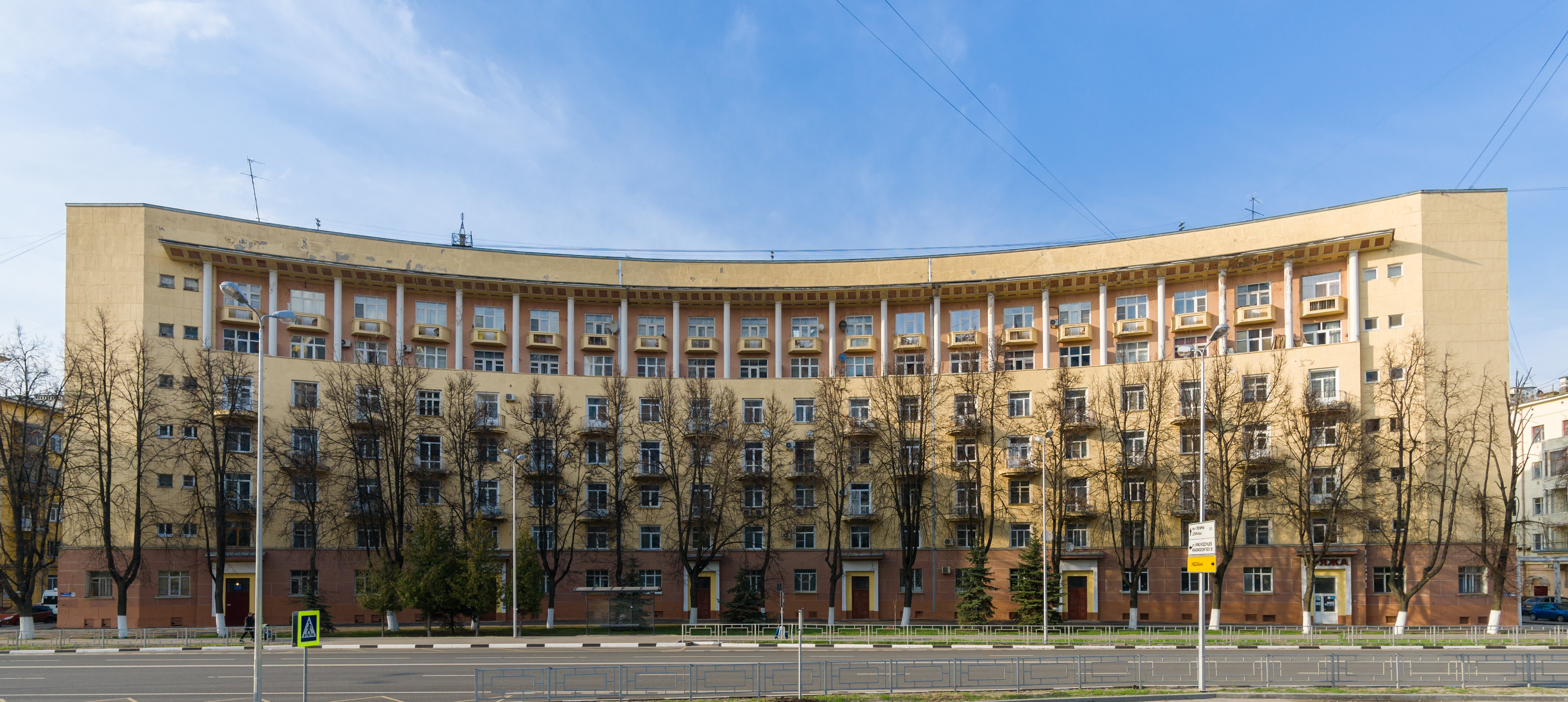
«Радиусный» дом в Нижнем Новгороде

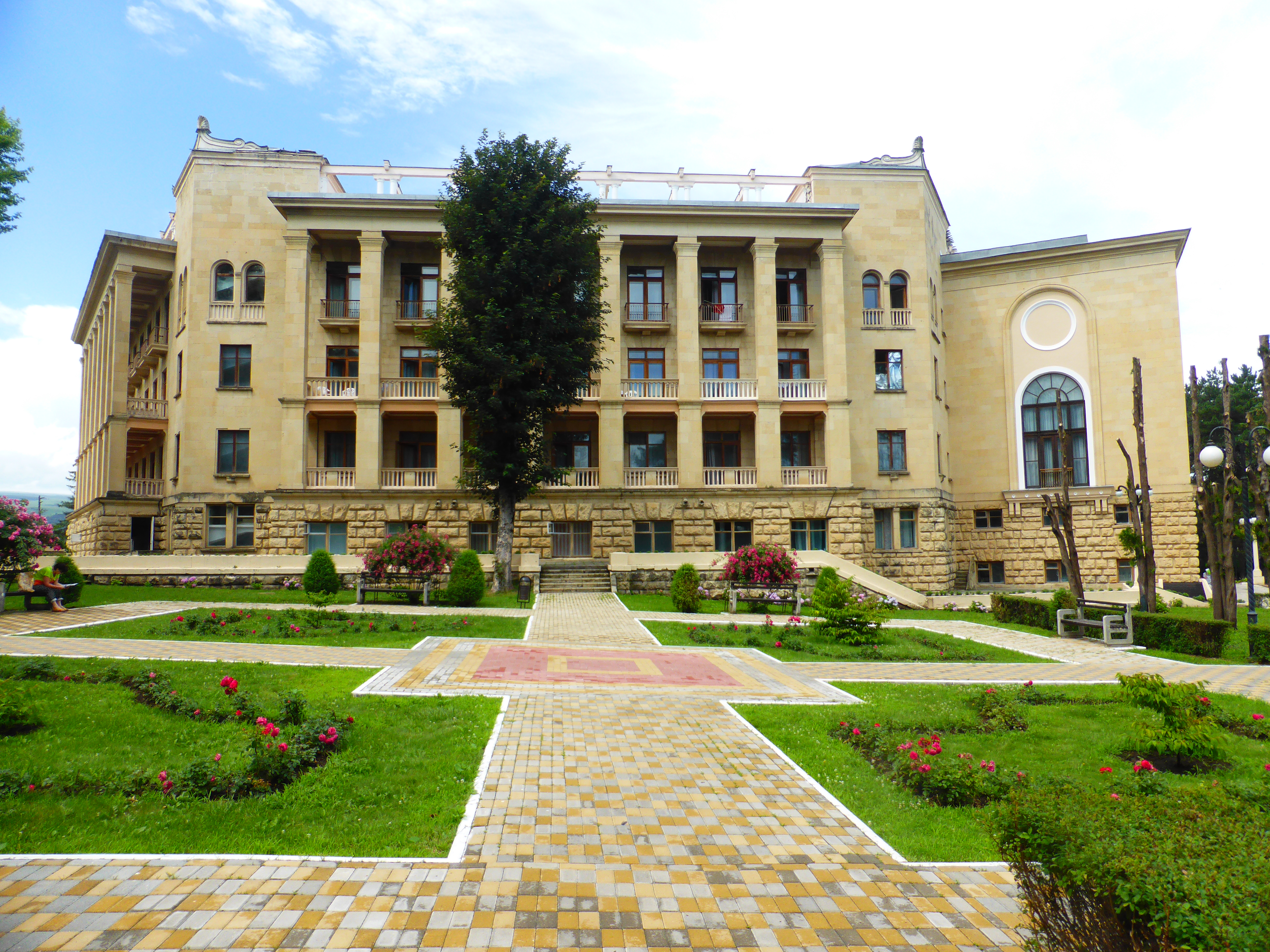
Санаторий в Кисловодске

- Здание фабрики — кухни — ресторана № 3 в московском районе Перово (1935, совместно с В. Я. Мовчаном; утрачено)
- «Радиусный» дом в Нижнем Новгороде (1935—1937, совместно с Н. А. Красильниковым) — объект культурного наследия федерального значения[4].
- Санаторий Министерства строительства предприятий тяжёлой индустрии в Кисловодске (1950, совместно с М. Я. Гинзбургом; ныне корпус 3 санатория имени Г. К. Орджоникидзе) — объект культурного наследия федерального значения[5].

## Награды и премии
- Сталинская премия третьей степени (1951)[1] — за архитектуру главного санатория Министерства строительства предприятий тяжёлой индустрии в Кисловодске
- Почётный строитель РСФСР (1956)[1]
- Орден и медали[1]